# تورز، استان مسوین
تورز، استان مسوین (به لاتین: Turze, Masovian Voivodeship) یک منطقهٔ مسکونی در لهستان است که در Gmina Poświętne, Masovian Voivodeship واقع شده‌است.